# 江南八俠
江南八俠是8個中國清朝初年的傳奇人物：了因和尚、曹仁父、路民瞻、周潯、呂元、白泰官、甘鳳池、呂四娘，另一說中的呂元以張雲如代替，主要活動於康熙到乾隆年間。